# Phương ngữ Seoul
Phương ngữ Seoul (서울말) hoặc Gyeonggi của Tiếng Hàn là nền tảng chuẩn ngôn ngữ của Triều Tiên và Hàn Quốc. Họ sử dụng tại Vùng thủ đô Seoul ở Hàn Quốc, bao gồm Seoul, Incheon, và Gyeonggi, cũng như tại Kaesŏng ở Triều Tiên.
Các nguyên âm e và ae được sáp nhập lại cho những người nói trẻ. Độ dài nguyên âm không phân biệt một cách nhất quán, nếu có.
Giữa những người trẻ tuổi hoặc trong ngữ cảnh không chính thức, yếu tố đứng sau -do (-도, "cũng"), -ro (-로, "để") và -go (-고, "và rồi") và từ phát sinh của họ có xu hướng phát âm với -du (-두), -ru (-루) và -gu (-구). Động từ kết thúc câu -yo có xu hướng được đọc với schwa, mà đôi khi phiên âm như -yeo (-여) trên mạng trong bối cảnh không chính thức.
Samchon (삼촌, "chú") thường được phát âm như samchun (삼춘).
Một số thanh niên nói tiếng địa phương Seoul có xu hướng kết thúc câu nghi vấn (câu hỏi) với -nya? (-냐?). Họ cũng sử dụng ngữ điệu độc đáo hơi khác nhau từ những người đọc bản tin truyền hình. Các kết thúc không chính thức -eo (-어) cũng được sử dụng khá phổ biến trong phương ngữ Seoul dùng để hỏi.